# 허심청
허심청(虛心廳)은 아시아에서 가장 큰 온천수 스파이다.
한국 부산광역시 시내에서 북쪽으로 약 10km 떨어진 동래구에 위치한 이 호텔은 5층에 걸쳐 3000명을 수용할 수 있는 시설을 갖추고 있다. 신라왕이 목욕했다고 알려진 이 온천은 연면적 4,300㎡의 도시단지로 개발돼 연간 400만 명이 찾는다.
현재 건물은 1991년에 완공되었다. 성별에 따라 분리되어 있으며, 시설에는 온탕, 미온탕, 냉탕, 분수, 사우나(0 °C로 냉각되는 "이글루" 포함), 진흙탕, 마사지, 각질 제거 및 운동실이 포함된다. 수질은 알칼리성이며 수온은 45~56 °C로 국내에서 마그네슘 함량이 가장 높다. 체리, 후추, 라벤더, 감귤 등 다양한 약초와 과일 에센스를 물에 섞어 계절에 따라 40가지의 다양한 목욕 유형을 이용할 수 있다. 이 단지에는 나이트클럽, 라운지, 여러 연회장, 베이커리, 바(HurShimChung Bräu), 일식 레스토랑도 있으며 스카이워크를 통해 인근 호텔과 연결되어 있다.